# 제이비씨
주식회사 제이비씨(전우실업, JW BUSINESS COMPANY)는 서울특별시 강남구 논현로 555 에 위치한 한국전력전우회 계열 전력 회사이다. 1996년부터 한국전력공사에서 운영하던 도서지역 발전소를 위탁받아 운영하기 시작했으며, 한국전력공사 퇴직 직원 모임인 사단법인 한전전우회에서 100% 출자한 기업이다. 이 때문에 이 기업의 김영만 이사회 의장과 이인교 대표를 비롯한 모든 임원이 한국전력 출신 인물로 구성되어 있다. 대한민국 유일의 도서지역 전력설비 운영 전문기업이며, 2020년 기준 66개 도서 발전소를 운영하고 있다.

## 연혁
- 1987년 : 전우실업 주식회사 창립
- 1996년 : 거문도 등 6개 발전소를 인수하면서 도서전력설비 위탁운영 사업 개시
- 1999년 : 울릉도 등 2개 발전소 인수(총 8개 발전소 위탁운영)
- 2003 ~ 2005년 : 대청도 등 26개 발전소 인수(총 34개 발전소 위탁운영)
- 2007 ~ 2012년 : 문갑도 등 29개 발전소 인수(총 63개 발전소 위탁운영)
- 2015년 : 영산도 등 2개 발전소 인수(총 65개 발전소 위탁운영)
- 2019년 : 해남 태양광 발전사업 시작
- 2020년 : 마라도 발전소 인수(총 66개 발전소 위탁운영)

## 운영 발전소
| - 울릉도발전소 - 자월도발전소 - 삽시도발전소 - 왕등도발전소 - 평사도발전소 - 구자도발전소 - 화도발전소 - 수우도발전소 | - 백령도발전소 - 승봉도발전소 - 호도발전소 - 위도발전소 - 율도발전소 - 황제도발전소 - 손죽도발전소 - 추도발전소 | - 대청도발전소 - 울도발전소 - 녹도발전소 - 송이도발전소 - 고사도발전소 - 어룡도발전소 - 평도발전소 - 어의도발전소 | - 소청도발전소 - 풍도발전소 - 외연도발전소 - 낙월도발전소 - 내병도발전소 - 여서도발전소 - 초도발전소 - 매물도발전소 | - 연평도발전소 - 육도발전소 - 어청도발전소 - 홍도발전소 - 눌옥도발전소 - 당사도발전소 - 거문도발전소 - 추자도말전소 | - 소연평도발전소 - 가의도발전소 - 연도발전소 - 흑산도발전소 - 조도발전소 - 덕우도발전소 - 여자도발전소 - 비양도발전소 | - 덕적도발전소 - 장고도발전소 - 개야도발전소 - 가거도발전소 - 술도발전소 - 득량도발전소 - 상화도발전소 - 가파도발전소 - 마라도발전소 | - 문갑도발전소 - 고대도발전소 - 비안도발전소 - 성남도발전소 - 독거도발전소 - 시산도발전소 - 하화도발전소 - 외도발전소 - 영산도발전소 |